# Pardosa pacata
Espèce
Pardosa pacata est une espèce d'araignées aranéomorphes de la famille des Lycosidae.

## Distribution
Cette espèce est endémique de Hong Kong en Chine,.

## Description
La femelle holotype mesure 7,69 mm.

## Publication originale
- Fox, 1937 : New species and records of Chinese spiders. American Museum Novitates, no 907, p. 1-9 (texte intégral).